# Рокі Еріксон
Роджер Кайнард "Рокі" Еріксон (Roger Kynard "Roky" Erickson) (15 липня 1947 р. — 31 травня 2019 р.) — американський музикант і співак, засновник гуртів The 13th Floor Elevators і Roky Erickson & the Aliens, піонер психоделічного року.

## Біографія
Народився в Далласі, штат Техас, з юності цікавився музикою, грав на фортепіано з п'яти років, і займався гітарою з 10 років.
Наприкінці 1965, у віці 18 років, Рокі заснував гурт The 13th Floor Elevators. Учасники групи виступали за вживання наркотичних речовин з метою «розширення свідомості». Як результат, вже через три роки Рокі Еріксон вперше потрапляє в клініку з діагнозом шизофренія. Артист все життя боровся з психічними захворюваннями - історія цієї боротьби відображена в документальному фільмі «You're Gonna Miss Me» 2007 року, названого в честь їх першого хіта.
У 1974 році Рокі створив новий гурт, який він назвав Bleib alien, пізніше назву змінили на Roky Erickson & the Aliens.
Рокі Еріксон помер в Остіні 31 травня 2019, у віці 71 років.

## Дискографія

#### З The 13th Floor Elevators
- The Psychedelic Sounds of the 13th Floor Elevators (1966)
- Easter Everywhere (1967)
- Bull of the Woods (1969)

#### Roky Erickson & the Aliens
- Roky Erickson and the Aliens (1980)
- The Evil One (1981)

#### Roky Erickson & the Resurrectionists
- Beauty and the Beast (1993)